# 懐かしの歌謡コレクション
懐かしの歌謡コレクション（なつかしのかようコレクション）は、ABCラジオの制作で毎年夏の高校野球の時期にのみ放送されているラジオ番組。
基本的には同じABCラジオの制作である『アステラス製薬 健やかライフ』が高校野球中継で休止のため、番組のネット局であるRSKラジオにのみ裏送りという形で放送されている。
2005年度までは特定の歌手の足跡と歴代のヒット曲を紹介していたが、2006年からは年代別のヒット曲中心となっている。

## 歴代パーソナリティー
- 中濱葉月アナウンサー
- 立原啓裕
- 山田雅人
- 妹尾和夫(2006年度)
- 川田恵子(2007年度)
- 桜井ういよ(2009年〜2015年)